# Liga dos Campeões da OFC de 2022
A Liga dos Campeões da OFC de 2022 foi a 21.ª edição do principal torneio de clubes da Oceania organizada pela Confederação de Futebol da Oceania (OFC). O campeão representará a Oceania na Copa do Mundo de Clubes da FIFA de 2022.
A Hienghène Sport, tendo conquistado o título em 2019, foi a detentora do título, já que as edições de 2020 e 2021 foram canceladas devido ao fechamento de fronteiras em todo o Pacífico causado pela pandemia do COVID-19 e não houve vencedores,tendo seus representantes indicados para as respectivas edições da Copa do Mundo de Clubes da FIFA.

## Equipes classificadas
Um total de 14 equipes de todas as 8 associações da OFC disputaram a competição.
- As seis associações desenvolvidas (Fiji, Ilhas Salomão, Nova Caledônia, Nova Zelândia, Papua-Nova Guiné, Taiti e Vanuatu) tem duas vagas cada na fase de grupos.
- As duas associações em desenvolvimento (Ilhas Cook, Samoa, Samoa Americana e Tonga) tem uma vaga cada na fase preliminar com o vencedor e o segundo colocado avançando a fase de grupos.

| Associação                          | Time                                | Método de qualificação |
| Times que entram na fase preliminar | Times que entram na fase preliminar | Times que entram na fase preliminar |
| ----------------------------------- | ----------------------------------- | --- |
| Ilhas Fiji                          | Lautoka                             | 2021 Fiji Premier League champions |
| Ilhas Fiji                          | Rewa                                | 2021 Fiji Premier League runners-up |
| Nova Caledônia                      | Hienghène Sport                     | 2021 New Caledonia Super Ligue champions |
| Nova Caledônia                      | Ne Drehu                            | 2021 New Caledonia Super Ligue runners-up                                                                                                   |
| Papua Nova Guiné                    | Lae City                            | 2021 Papua New Guinea National Soccer League champions                                                                                      |
| Papua Nova Guiné                    | Hekari United                       | 2021 Papua New Guinea National Soccer League runners-up                                                                                     |
| Ilhas Salomão                       | Central Coast                       | 2021 Solomon Islands S-League champions |
| Ilhas Salomão                       | Solomon Warriors                    | 2021 Solomon Islands S-League runners-up |
| Taiti/ Polinésia Francesa           | Pirae                               | 2020–21 Tahiti Ligue 1 champions |
| Taiti/ Polinésia Francesa           | Vénus                               | 2020–21 Tahiti Ligue 1 runners-up |
| Vanuatu                             | Galaxy                              | 2021 VFF National Super League champions |
| Vanuatu                             | RueRue                              | 2021 VFF National Super League runners-up                                                                                                   |
| Times que entram na fase de grupos  |                                     | |
| Ilhas Cook                          | Tupapa Maraerenga                   | Campeão – Campeonato Cookense de Futebol de 2021                                                                                            |
| Nova Zelândia                       | Auckland City                       | Campeão – Campeonato Neozelandês de Futebol Grand Final de 2020–21 Campeão – Campeonato Neozelandês de Futebol temporada regular de 2017–18 |

## Fase preliminar
Em 13 de maio de 2022, a OFC anunciou que 6 conjuntos de playoffs nacionais ocorreriam para determinar qual lado dessas nações participaria da Liga dos Campeões deste ano. O New Zealand Football anunciou que havia indicado o Auckland City como seu único participante na competição.
| Equipe 1         | Total                | Equipe 2        | 1.º jogo | 2.º jogo |
| ---------------- | -------------------- | --------------- | -------- | -------- |
| Ne Drehu         | 3–4                  | Hienghène Sport | 2–2      | 1–2      |
| Pirae            | 0–1 Predefinição:Aet | Vénus           |          |          |
| Lautoka          | 1–5                  | Rewa            | 1–1      | 0–4      |
| RueRue           | 0–5                  | Galaxy          | 0–0      | 0–5      |
| Solomon Warriors | 3–3 (2−4 p)          | Central Coast   | 1–1      | 2–2      |
| Lae City         | 2–1                  | Hekari United   |          |          |

## Fase de grupos
O sorteio para esta fase foi realizado em 30 de junho de 2022.

### Grupo A
| Pos. | Equipe        | Pts | J | V | E | D | GP | GC | SG |
| ---- | ------------- | --- | - | - | - | - | -- | -- | -- |
| 1    | Vénus         | 6   | 3 | 2 | 0 | 1 | 4  | 1  | 3  |
| 2    | Central Coast | 6   | 3 | 2 | 0 | 1 | 6  | 6  | 0  |
| 3    | Galaxy        | 4   | 3 | 1 | 1 | 1 | 4  | 5  | -1 |
| 4    | Lae City      | 1   | 3 | 0 | 1 | 2 | 4  | 6  | -2 |

### Grupo B
| Pos. | Equipe          | Pts | J | V | E | D | GP | GC | SG |
| ---- | --------------- | --- | - | - | - | - | -- | -- | -- |
| 1    | Auckland City   | 9   | 3 | 3 | 0 | 0 | 12 | 1  | 11 |
| 2    | Hienghène Sport | 6   | 3 | 2 | 0 | 1 | 3  | 5  | -2 |
| 3    | Rewa            | 3   | 3 | 1 | 0 | 1 | 3  | 6  | -2 |
| 4    | Nikao Sokattack | 0   | 3 | 0 | 0 | 3 | 2  | 8  | -6 |

## Fase Eliminatória
Os jogos das Semifinais ocorreram no dia 13/08/2022 às 20:30 e às 23:30 (Horário de Brasília) e a Final ocorreu no dia 16/08/2022 às 23:00 (Horário de Brasília)
|  | Semifinais      | Semifinais    |       |   | Final | Final |
|  |                 |               |       |   |       |       |
|  |                 |               |       |   |       |       |
|  |                 |               |       |   |       |       |
|  | Vénus           | 4             |       |   |       |       |
|  | Vénus           | 4             |       |   |       |       |
|  | Hienghène Sport | 0             |       |   |       |       |
|  | Hienghène Sport | 0             | Vénus | 0 |       |       |
|  |                 |               | Vénus | 0 |       |       |
|  |                 | Auckland City | 3     |   |       |       |
|  | Auckland City   | Auckland City | 3     | 2 |       |       |
|  | Auckland City   |               |       | 2 |       |       |
|  | Central Coast   | 0             |       |   |       |       |
|  | Central Coast   | 0             |       |   |       |       |

## Premiação
| Liga dos Campeões da OFC de 2022    |
| Nova Zelândia                       |
| ----------------------------------- |
| Auckland City Campeão (10.º título) |